# ライン・ダグラス・ピアソン
ライン・ダグラス・ピアソン（Ryne Douglas Pearson）はアメリカ合衆国の作家。

## 作品
- ノウイング
- マーキュリー・ライジング
- 地球が静止する日